# Inácio Simão II Zora
Mar Inácio Gregório Simão II Zora, nascido Rabban Hindi (1754–1838), foi o Patriarca de Antioquia da Igreja Católica Siríaca de 1814 a 1818.

## Biografia
Simão Zora foi ordenado padre da Igreja Ortodoxa Síria em 1780, no Mosteiro de São Behnam em Mossul. Ele era um distinto estudioso em ciências teológicas, único em seu conhecimento de rituais da igreja e altamente qualificado em siríaco, árabe e turco. Converteu-se à Igreja Católica Siríaca em 1804, e em 1810 foi nomeado arcebispo de Damasco. Recebeu a ordenação episcopal através de Julius-Antoine, bispo de Amid dos Sírios.
Após a renúncia de Inácio Miguel IV Daher, aceita pelo Papa Pio VII em 1812, Simão Zora foi eleito pelo Sínodo como Patriarca de Antioquia em 2 de janeiro de 1814, no mosteiro de Charfet. Recebeu a consagração patriarcal em 9 de janeiro, na Igreja de Nossa Senhora da Livração, no Mosteiro de Charfet, na presença de Gregório Pedro VI, Patriarca dos Armênios, juntamente com um grupo de bispos siríacos e alguns bispos maronitas, greco-melquitas e armênios. Foi confirmado por Roma apenas em 8 de março de 1816.
Seu patriarcado estava particularmente perturbado por causa de disputas entre os bispos. Simão Zora entrou em conflito tanto com o antigo patriarca Michel Daher, agora bispo de Alepo, quanto com o bispo de Jerusalém, Pedro Jarweh. Por causa desses problemas, Simão Zora renunciou em 23 de maio de 1817, a qual foi aceita pela Propaganda Fide em 1º de junho de 1818.
Ele passou o resto de seus dias como um simples monge no mosteiro de Charfet. Foi sepultado no dia seguinte a seu falecimento, na Capela de Santo Efrém, no Mosteiro de Charfet, em estado desprovido de pompa, de acordo com seu testamento. Seu corpo foi colocado ao lado do túmulo de seu antecessor, o Patriarca Inácio Miguel III.
Após a renúncia de Simon Zora, o Vaticano nomeou como Vigário Patriarcal o bispo de Alepo, Denys Michel Hardaya.